# Craig Hayes
Craig Hayes (* 20. Jahrhundert) ist ein US-amerikanischer VFX Supervisor und Artdirector.
Craig Hayes ist seit Mitte der 1980er Jahre im Spezialeffekte-Bereich der US-Filmindustrie tätig. Sein erster großer Einsatz war als Schöpfer des Polizeiroboters ED-209 für den Film RoboCop. Für den Film Jurassic Park war er an der Entwicklung der Direct Input Device-Technologie (DID) beteiligt, mittels derer sensorgestützte Modelle Bewegungen auf digitale Ebenen übertragen können. Hierfür wurde er 1997 mit einem Oscar für technische Verdienste ausgezeichnet. Als Mitarbeiter des Tippett Studio war er noch an einer Reihe weiterer großer Produktionen beteiligt. Für Hollow Man wurde er 2001 für den Oscar für die Besten visuelle Effekte nominiert und mit einem Saturn Award ausgezeichnet. 2004 war er für Matrix Revolutions für einen Saturn Award für die besten Spezialeffekte nominiert. 

## Filmografie (Auswahl)
- 1987: RoboCop
- 1988: Willow
- 1989: Liebling, ich habe die Kinder geschrumpft (Honey, I Shrunk the Kids)
- 1990: RoboCop 2
- 1993: RoboCop 3
- 1993: Jurassic Park
- 1996: Tremors 2 – Die Rückkehr der Raketenwürmer (Tremors 2: Aftershocks)
- 1996: Dragonheart
- 1997: Starship Troopers
- 1999: Der Onkel vom Mars (My Favorite Martian)
- 2000: Hollow Man – Unsichtbare Gefahr (Hollow Man)
- 2001: Evolution
- 2002: Blade II
- 2003: Matrix Revolutions (The Matrix Revolutions)
- 2005: Constantine
- 2008: Red Cliff
- 2011: Krieg der Götter (Immortals)
- 2012: Spieglein Spieglein – Die wirklich wahre Geschichte von Schneewittchen (Mirror Mirror)
- 2015: The Boy Next Door
- 2017: Eine Reihe betrüblicher Ereignisse (A Series of Unfortunate Events, Fernsehserie, 8 Folgen)
- 2023: Big George Foreman